# 뉴스 코프
뉴스 코퍼레이션(News Corporation, 공식적으로 뉴스 코프로 거래)은 미국의 대중 매체 다국적 기업이다. 2013년 분사 이후 신문과 출판을 전문적으로 한다. 기존의 뉴스코퍼레이션에서 분리되어 새로 설립된 기업이다.

## 역사
2013년 7월 1일, 기존의 뉴스 코퍼레이션은 언론ㆍ출판부문을 맡는 뉴스 코프와 영화ㆍ방송부문을 맡는 21세기 폭스로 분사되었다.

## 자산
- 다우 존스
- 월스트리트 저널
- 뉴스 코프 오스트레일리아
- 뉴스 UK
- 뉴욕 포스트
- 하퍼콜린스
- 뉴스 아메리카 마켓팅
- 와이어리스 그룹
- 타임스

## 같이 보기
- 21세기 폭스
- 폭스 코퍼레이션